# Selespeed

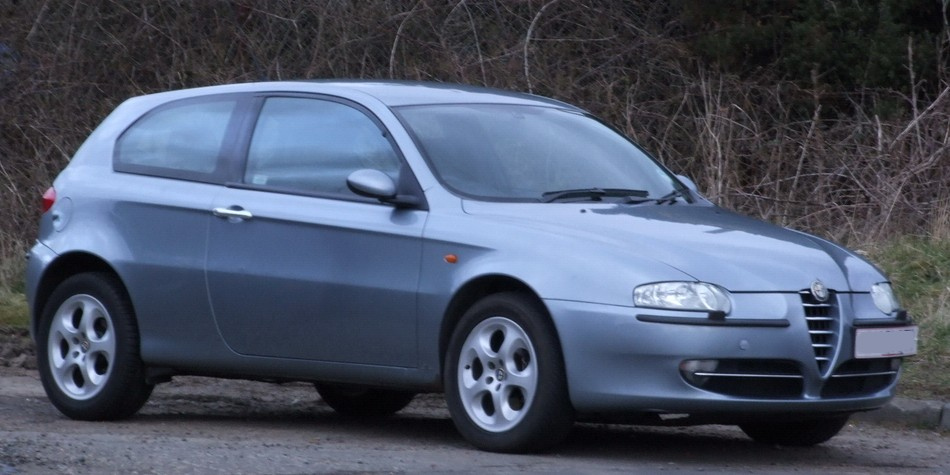
Alfa Romeo 147 Selespeed

Selespeed es la marca comercial de una transmisión diseñada, fabricada y comercializada por Fiat Group Automobiles. Su funcionamiento es manual automatizado. Su comercialización comenzó en 1999, convirtiéndose en la primera de este tipo en el mundo.

## Descripción
De tipo secuencial con mecanismo de par de engranajes y mando hidráulico robotizado, la unión al motor se realiza por embrague monodisco sin pedal. Selespeed sincroniza los cambios de marcha y evita la pérdida de revoluciones, lo que en consecuencia reduce el tiempo que se emplea en pasar de una marcha a otra.
El cambio de marchas se efectúa desde dos mandos ubicados en el volante. Mediante el mando de la derecha se sube la marcha, con el mando de la izquierda se la reduce. También con una palanca tipo "joystick" situada en la parte central inferior del salpicadero como es habitual. El Selespeed va acompañado de una función denominada "city", especialmente diseñada para conducir por la ciudad. 
- Véase también: Centro Ricerche Fiat

## Automóviles

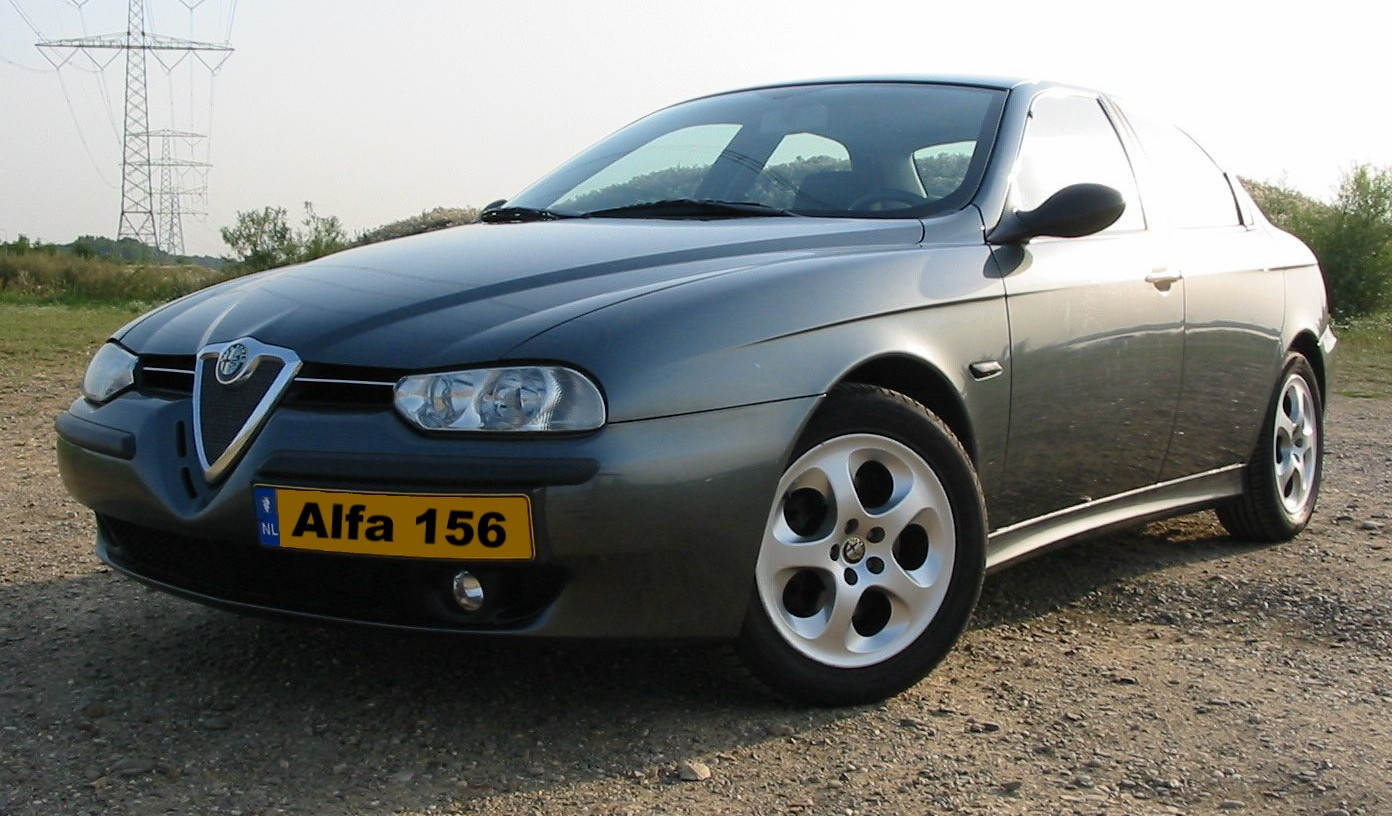
Alfa Romeo 156 Selespeed

En la siguiente lista se recogen los automóviles dotados con el sistema Selespeed:
- Fiat Stilo

- Alfa Romeo 147

- Alfa Romeo GT

- Alfa Romeo 156

- Alfa Romeo 159

- Alfa Romeo Brera

- Alfa Romeo Spider